# Monte Brancastello
De Monte Brancastello (2385 m) is een berg in de Italiaanse regio Abruzzo. De berg ligt in het oostelijke deel van het bergmassief van de Gran Sasso. Ten westen van de top ligt de bergpas Vado di Corno (1924 m) die de scheiding vormt met de Corno Grande.
Vanaf de Campo Imperatore kan de top in drie uur bereikt worden. Het eerste deel van de route voert over een gravelpad naar de Vado di Corno. Vanaf deze pas gaat een vier kilometer lang pad over de bergkam naar de top. Onderweg wordt de Pizzo San Gabriele (2214 m) gepasseerd. Het uitzicht tijdens de tocht wordt voortdurend gedomineerd door de
2912 meter hoge Corno Grande. In dit deel van het massief zijn geen berghutten te vinden.